# Say Something (canção de A Great Big World)
"Say Something" é uma canção da dupla norte-americana A Great Big World, gravada para seu álbum de estreia Is There Anybody Out There? (2014). Após a canção ser usada como tema no programa So You Think You Can Dance, ela chamou atenção da cantora Christina Aguilera, que desejou gravá-la. Rapidamente, a versão com os vocais de Aguilera foi lançada em 4 de novembro de 2013.
Um videoclipe da versão regravada de Aguilera foi lançado em 19 de novembro de 2013. Foi considerado por críticos um vídeo "simples" que lembra os projetos passados de Aguilera, como "The Voice Within" e "Beautiful", ambos do álbum Stripped (2002). Para promover a canção, Aguilera e a dupla se apresentaram no The Voice e no American Music Awards de 2013; enquanto a dupla apresentou a faixa solo no Victoria's Secret Fashion Show.
Composta por Ian Axel, Chad Vaccarino e Mike Campbell, "Say Something" é uma canção downtempo de indie pop que fala sobre uma separação, onde os cantores imploram para que seu companheiro diga alguma coisa para reverter a situação, expressando tristeza e arrependimento. A faixa recebeu aclamação da crítica, sendo considerada uma canção "digna de Oscar". A versão regravada com os vocais de Aguilera alcançou a 4ª posição da Billboard Hot 100, e desde então vendeu mais de 4 milhões de cópias nos Estados Unidos, sendo certificada como platina quádrupla e está indicada ao Grammy Awards de Melhor Performance Pop por Dueto/Grupo/Banda.
No dia 16 de dezembro, o Google divulgou as músicas mais buscadas do ano pelo mecanismo, trazendo Say Something no primeiro lugar, à frente de Anaconda e Fancy. Venceu um Grammy Award na categoria de "Melhor colaboração" em 2015.

## Antecedentes e gravação
"Estávamos junto com ela no estúdio, e ela estava pedindo nossa opinião sobre o que soa bem, e tudo que ela cantava soava tão bem! Quem somos nós para dar conselhos vocais a Christina?"

— O grupo sobre trabalhar com Aguilera.
Em 2013, a dupla A Great Big World, formada por Ian Axel e Chad Vaccarino, recebeu atenção da mídia com a música "This Is the New Year", a qual foi gravada pela série de televisão Glee, no episódio "Naked", que foi ao ar em 31 de janeiro de 2013. A versão da dupla entrou na tabela Pop Songs da revista Billboard, em maio de 2013, levando-os a assinar um contrato com a gravadora Epic Records. A canção também foi usada como tema do programa I Used to Be Fat da MTV, além de ser destaque em The Amazing Race, ESPN, One Tree Hill e no Good Morning America.
A música recebeu atenção após ter sido usada no programa So You Think You Can Dance, provocando uma reação que finalmente fez com que a faixa chegasse a caminho de Christina Aguilera."'Say Something' foi usada em So You Think You Can Dance há quase dois meses, e muitas pessoas responderam a isso", disse Ian Axel em entrevista à Billboard. "Em todo esse processo, alguém de nossa equipe a passou para alguém da equipe de Christina, e nós recebemos um telefonema dizendo que Aguilera gostaria de gravá-la, e então, literalmente, uma semana depois, estávamos em Los Angeles gravando com ela", completou. A dupla considerou em conjunto que Aguilera era "uma das principais vozes do mundo", regravando "Say Something" com a cantora em apenas duas horas. "Nós vimos que Christina era este ícone que pode dizer qualquer coisa e fazê-la soar incrível", disse Chad Vaccarino.
Sobre gravar a canção com a dupla, Aguilera disse: "Alguém me enviou a música [...] e ela é apenas uma canção simples que não atende a uma fórmula para ser ouvida e para ser apreciada, então eu acabei de ouvi-la e já queria entrar em contato com esses caras para que pudéssemos gravar juntos e ver o que iria acontecer. Eles foram tão humildes, tão doces e pé no chão, nos divertimos gravando a faixa". Após saber que A Great Big World havia consentido em gravar uma nova versão com ela, Aguilera enviou um email a ambos, dizendo que ela "não queria dominar a canção, e sim se encaixar na forma que já existia, adicionando apenas uma textura". A cantora descreve "Say Something" como "calma e quieta, mas constantemente de um modo bem articulado". "Eu só estou entrando em projetos que me façam sentir bem comigo mesma, com um propósito do aqui e agora na minha vida", afirmou.

## Estilo musical e letra
"Say Something" foi escrita por Ian Axel, Chad Vaccarino e Mike Campbell, enquanto a produção foi feita por Dan Romer. Sonoramente, é uma canção downtempo de indie pop que é sublinhada por um piano e um arranjo de cordas. Liricamente, a faixa fala sobre uma separação, com os cantores evocando a emoção que sentiu ao escolher sair de um relacionamento fracassado, mesmo que o amor ainda permaneça, com os cantores implorando para que seu companheiro diga alguma coisa para reverter o fim do relacionamento. Para Bill Lamb do portal About.com, o refrão: "Diga alguma coisa, estou desistindo de você"soa "brilhante". Lamb explicou também a música, escrevendo que "em vez de ser cheia de raiva e desespero, é uma canção que expressa uma poderosa combinação de humildade, tristeza e arrependimento".
De acordo com Ian Axel, a canção foi escrita numa época em que ambos os membros da dupla estavam passando por um relacionamento fracassado. "Escrever a música fazia parte do nosso processo de cura", disse Axel. "Sempre que fazemos isso, é como revisitar a cicatriz. Isso sempre será uma parte de nós", completou. De acordo com a partitura publicada pela Sony/ATV Music Publishing, a música foi escrita em compasso simples, num andamento baixo com um metrônomo de 46 batidas por minuto. Composta na chave de ré maior com o alcance vocal que vai desde da nota baixa de dó para a nota de alta de lá.

## Recepção crítica
| Críticas profissionais | Críticas profissionais |
| Avaliações da crítica  | Avaliações da crítica  |
| Fonte                  | Avaliação              |
| ---------------------- | ---------------------- |
| About.com              | 4.5 de 5 estrelas.     |
| Artistdirect           | 5 de 5 estrelas.       |

"Say Something" recebeu aclamação da crítica especializada. Bill Lamb do About.com deu a canção 4.5 de 5 estrelas, elogiando suas "letras poderosas, os vocais delicados de Aguilera adicionado a faixa e a emoção do piano e seu arranjo de cordas", apontando que "em um momento em que a música pop está em falta de baladas emocionais, 'Say Something' soa exatamente certo". Lamb também elogiou Aguilera por "adicionar uma ressonância única a canção, soando quase como se ela fosse o fantasma da companheira a quem a música é tratada", ele finalizou elogiando-a por "manter o poder de sua voz, cantando delicadamente com um tom sussurrante de perda". Rick Florino do Artistdirect deu a faixa 5 de 5 estrelas, escrevendo que a música é "digna de Oscar", com "um peso cinematográfico para a canção que a torna totalmente viva e vibrante". Florino também elogiou o desempenho de Aguilera, dizendo que era "uma das suas melhores canções, fortalecendo o refrão e a harmonia com maestria". Robert Copsey do Digital Spy elogiou os vocais de Aguilera na faixa, escrevendo que é "uma das suas participações mais discretas recentemente, e tudo isso é o melhor para ela".
Sam Lansky do Idolator escreveu que ela "já é muito comovente, mas os vocais de Aguilera fornecem um lado mais adorável a faixa", adicionando que "é um alívio saber que ela enriquece e não oprime a canção". Bradley Stern do MuuMuse elogiou a "melodia lenta e triste do piano", chamando-lhe de "uma produção assustadora - com a participação da diva de Stripped, provando mais uma vez que menos é muitas vezes mais". Stern também elogiou Aguilera por mostrar o lado simples da sua voz, escrevendo que ela "nem sequer tem seu próprio verso ou refrão, mas torna a canção especial".

## Videoclipe
Um vídeo de acompanhamento para a faixa já havia sido gravado em 8 de novembro de 2013, com Christina postando em sua página oficial no Facebook, Twitter e Instagram uma foto dela em pé ao lado de um piano, onde a dupla reproduz a canção. O vídeo da música, que foi filmado em Los Angeles, foi lançado em 19 de novembro de 2013 exclusivamente no Entertainment Tonight, e no dia seguinte no canal oficial da dupla na VEVO. O vídeo apresenta Aguilera com um vestido simples e uma maquiagem natural, que lembra seus dias em "Beautiful", de acordo com Natasha Chandel da MTV. Durante o vídeo, o trio realiza a canção enquanto é apresentada cenas de uma criança presenciando seus pais brigarem, um casal jovem deitados friamente lado a lado, e um homem mais velho que está dando adeus para sua esposa que acabou de morrer, durante as letras comoventes da canção.

### Recepção

A emoção e o visual de Aguilera no vídeo foram elogiados por diversos críticos

O vídeo recebeu muitos elogios da crítica, devido à sua simplicidade e honestidade. Jason Lipshut da Billboard comentou: "Aguilera e Ian Axel cantam a canção com um olhar profundamente triste, enquanto Axel cuidadosamente se guia até o piano". Lipshut elogiou o vídeo no momento em que "Aguilera aparece com os olhos cheios de lágrimas quando a música atinge seu ponto alto", notando que o momento mais emocionante é quando "um homem mais velho está dando adeus para sua esposa". Peter Gicas do E! Entertainment Television elogiou a emoção de Aguilera no vídeo, escrevendo que "a cantora serve, no entanto, para dar uma certa sutileza para o clipe, que é definitivamente apropriado, dando o tom da balada para o próprio vídeo". Bradley Stern do MuuMuse escreveu que "armada com nada mais do que um piano e uma velha estrutura de cama ao seu lado, o clipe traz de volta a pura vulnerabilidade de Aguilera na época de Stripped, evocando o simples, mas eficaz como o vídeo de 'The Voice Within'". Stern elogiou também seu visual e a emoção da cantora no vídeo, escrevendo: "Sem teatralidade, nenhuma peruca - apenas com uma emoção crua e uma performance realmente poderosa".
John Walker da MTV Buzzworthy notou que o vídeo é feito por "partes belas e trágicas". Mike Wass do Idolator também elogiou o vídeo, escrevendo que "de acordo com o tom suave e sutil da música, o visual de Aguilera é discreto e elegante. Centra-se em torno de uma cama e a universalidade do sofrimento de seus ocupantes. Xtina estava totalmente perfeita em um vestido preto elegante. Pegue um lenço de papel e assista o clipe emocional". Natasha Chandel da MTV elogiou o "momento raro quando Xtina aparece na frente das câmeras cantando o refrão, expondo seu lado emocional que não vimos desde o álbum Stripped".

## Apresentações ao vivo
Em 5 de novembro de 2013, na quinta temporada do reality show The Voice, Aguilera realizou "Say Something" junto com a dupla A Great Big World. A performance consistia em um piano, arranjo de cordas e um teclado para a instrumentação, enquanto Aguilera "controlava o poder de sua voz", de acordo com Jason Lipshutz da revista Billboard. O desempenho foi elogiado por críticos e outros artistas, como OneRepublic, Christina Perri, Ingrid Michaelson, Cee Lo Green e Carson Daly. Caila Ball do Idolator escreveu que "ela [Aguilera] foi lendária, obviamente". Michelle Stark do St. Petersburg Times escreveu que a performance "nos dá arrepios". O jornal britânico Daily Mail escreveu que Christina "deu aos concorrentes uma masterclass na sutileza em seu dueto comovente". Douglas Cobb do Las Vegas Guardian Express chamou a performance de "muito emocionante", afirmando que "Christina foi ótima, como sempre, cantando". Bradley Stern do MuuMuse descreveu a apresentação como "perfeita", dizendo que "a voz de Christina continua despojada como na versão estúdio, permitindo-lhe, naturalmente, seus belos vocais soarem muito mais vulneráveis do que o habitual".
A Great Big World e Christina também apresentaram a canção no American Music Awards de 2013 em 24 de novembro de 2013. Com seu cabelo trançado e usando um vestido preto simples, Aguilera cantou a canção original no meio do palco, que incluiu uma seção de cordas e um piano tocado por Ian Axel, segundo Jason Lipshutz da Billboard. A dupla também apresentou "Say Something" no Victoria's Secret Fashion Show em 10 de dezembro de 2013. Entretanto, Aguilera não cantou a canção com a dupla devido a conflitos de agenda com o The Voice.

## Faixas e formatos
| Download digital |                                          |         |  |
| N.º              | Título                                   | Duração |  |
| 1.               | "Say Something"                          | 3:53    |  |
| 2.               | "Say Something" (com Christina Aguilera) | 3:49    |  |

## Desempenho nas tabelas musicais
"Say Something" estreou no 16º lugar da Billboard Hot 100, após o impacto da apresentação da faixa no The Voice. Na tabela Digital Songs, "Say Something" estreou no primeiro lugar, pelas vendas superiores a 189 mil cópias vendidas, sendo que a versão dueto aumentou em 86% as vendas da faixa em relação a versão original. Até 26 de fevereiro de 2014, a canção já havia vendido mais de 3 milhões de cópias nos Estados Unidos. No Canadá, "Say Something" foi certificado platina quíntupla, por mais de 400 mil unidades vendidas no país.
| Tabela musical (2013-14)                               | Melhor posição |
| ------------------------------------------------------ | -------------- |
| Albânia (ZA Top 5 Singles)                             | 4              |
| Alemanha (Media Control Charts)                        | 36             |
| Austrália (ARIA Charts)                                | 1              |
| Áustria (Ö3 Austria Top 40)                            | 4              |
| Bélgica (Ultratop de Flandres)                         | 1              |
| Bélgica (Ultratop da Valônia)                          | 15             |
| Canadá (Canadian Hot 100)                              | 1              |
| Croácia (Croatian Airplay Radio Chart)                 | 7              |
| Dinamarca (Tracklisten)                                | 20             |
| Equador (Ecuador Top 40)                               | 25             |
| Escócia (The Official Charts Company)                  | 2              |
| Eslováquia (IFPI Slovenská Republika)                  | 8              |
| Espanha (Productores de Música de España)              | 24             |
| Estados Unidos (Billboard Hot 100)                     | 4              |
| Estados Unidos (Pop Songs)                             | 7              |
| Estados Unidos (Adult Pop Songs)                       | 1              |
| Estados Unidos (Hot Dance Club Songs)                  | 1              |
| Finlândia (IFPI Finlândia)                             | 11             |
| França (Syndicat National de l'Édition Phonographique) | 29             |
| Irlanda (Irish Recorded Music Association)             | 6              |
| Israel (Media Forest)                                  | 5              |
| Japão (Japan Hot 100 Airplay)                          | 8              |
| Líbano (The Official Lebanese Top 20)                  | 10             |
| Noruega (VG-lista)                                     | 8              |
| Nova Zelândia (Recorded Music NZ)                      | 2              |
| Países Baixos (MegaCharts)                             | 6              |
| Portugal (Portugal Digital Songs)                      | 3              |
| Reino Unido (UK Singles Charts)                        | 4              |
| Chéquia (IFPI Česká Republika)                         | 8              |
| Rússia (Top Hit)                                       | 32             |
| Suécia (Sverigetopplistan)                             | 4              |
| Suíça (Schweizer Hitparade)                            | 20             |
| Ucrânia (ФДР Україна чартах)                           | 2              |
| Venezuela (Record Report)                              | 6              |

| País                       | Certificação |
| -------------------------- | ------------ |
| Austrália (ARIA)           | 3× Platina   |
| Bélgica (BEA)              | Ouro         |
| Canadá (Music Canada)      | 5× Platina   |
| Dinamarca (IFPI Dinamarca) | Platina      |
| Estados Unidos (RIAA)      | 4× Platina   |
| Nova Zelândia (RMNZ)       | Platina      |
| Reino Unido (BPI)          | Prata        |
| Suécia (GLF)               | Ouro         |
| Venezuela (APROFON)        | Platina      |

## Histórico de lançamento
| País           | Data                                 | Formato          | Gravadora |
| -------------- | ------------------------------------ | ---------------- | --------- |
| Estados Unidos | 3 de setembro de 2013 (Versão solo)  | Download digital | Epic      |
| Estados Unidos | 4 de novembro de 2013 (Versão dueto) | Download digital | Epic      |